# Chiesa di Santa Maria Assunta (Spicchio)
La chiesa di Santa Maria Assunta si trova a Spicchio, frazione del comune di Vinci, in provincia di Firenze.

## Storia e descrizione
Nonostante l'aspetto quasi moderno conferitole dai restauri degli anni Sessanta, è già menzionata nel 1119 nell'elenco delle chiese aggregate alla pieve di Empoli: per questo anche oggi fa parte dell'arcidiocesi di Firenze.
La primitiva chiesa romanica fu completamente inglobata nell'ingrandimento del 1633.
Al Trecento risale una piccola tavola con la Madonna col Bambino di Jacopo di Cione, oggi collocata sulla parete sinistra accanto all'altar maggiore, interessante anche per la presenza nella predella, accanto al Vir dolorum tra i dolenti, dell'arme della famiglia Federighi.
Ai lavori di ristrutturazione effettuati durante il secolo XVII appartiene la pala dell'altar maggiore, rappresentante l'Assunta, di Francesco Curradi (1635).
Alla chiesa era aggregata la Compagnia di San Rocco, con un oratorio edificato nel 1575 e ornato da una tela rappresentante la Vergine tra i Santi Rocco e Macario, attualmente in chiesa, vicina stilisticamente a Jacopo Chimenti e a Matteo Rosselli. Sempre in chiesa la Madonna di Loreto adorata da angeli e santi di Francesco Macario, pittore della scuola del Passignano, che ricorda un pellegrinaggio della comunità di Spicchio al santuario della Santa Casa. Il Compianto sul Cristo morto con angeli è invece riferibile alla scuola del Cigoli.